# Anita Happach
Carin Anita Happach, senare Öljemark, född 15 januari 1939 i Malmö Sankt Petri församling i dåvarande Malmöhus län, är en svensk friidrottare (längdhopp). 
Hon gifte sig 1961 med Lennart Öljemark (1939–2010).